# Bolitoglossa oresbia
Espèce
Statut de conservation UICN

 CR B1ab(iii)+2ab(iii) : 
En danger critique
Bolitoglossa oresbia est une espèce d'urodèles de la famille des Plethodontidae.

## Répartition
Cette espèce est endémique du département de Comayagua au Honduras. Elle se rencontre entre 1 300 et 1 880 m d'altitude sur le Cerro El Zarciadero.

## Description

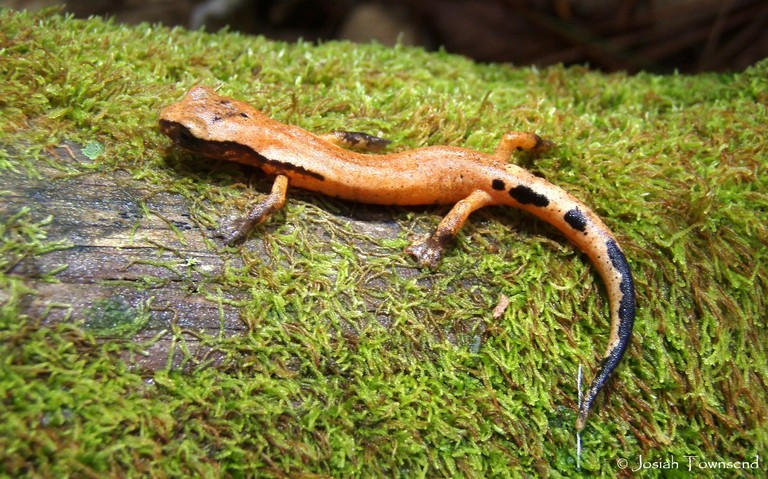
Bolitoglossa oresbia

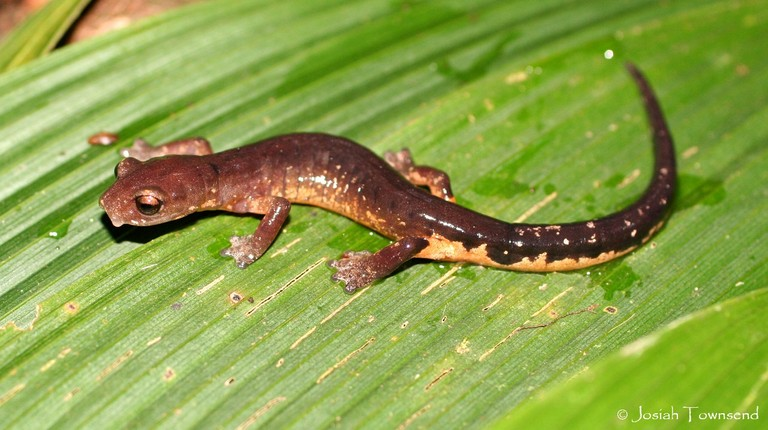
Bolitoglossa oresbia

La femelle holotype mesure 92,3 mm de longueur totale dont 50,8 mm de longueur standard et 41,5 mm de queue.

## Étymologie
Son nom d'espèce, du grec oresbios, « habitant des montagnes », lui a été en référence à son habitat.

## Publication originale
- McCranie, Espinal & Wilson, 2005 : New species of montane salamander of the Bolitoglossa dunni group from northern Comayagua, Honduras (Urodela: Plethodontidae). Journal of Herpetology, vol. 39, no 1, p. 108-112 (texte intégral).